# Dario Argento
Dario Argento (ur. 7 września 1940 w Rzymie) – włoski reżyser, scenarzysta i producent filmowy. Sławę przyniosły mu głównie filmy z gatunku horrorów, a szczególnie ich specyficznej włoskiej odmiany nazywanej giallo.
Jednym z pierwszych filmów, w realizacji których brał udział, był spaghetti western w reżyserii Sergio Leone pt. Pewnego razu na Dzikim Zachodzie (1968). Napisał scenariusz do tego filmu wspólnie z Bernardo Bertoluccim.
Jako reżyser Argento zadebiutował w 1970 filmem Ptak o kryształowym upierzeniu.
Dario Argento był również kompozytorem muzyki do Świtu żywych trupów w reżyserii George’a A. Romero.
W 2019 został uhonorowany nagrodą specjalną David di Donatello za całokształt twórczości.

## Filmografia
- 1970: Ptak o kryształowym upierzeniu
- 1971: Kot o dziewięciu ogonach
- 1973: Pięć dni
- 1975: Głęboka czerwień
- 1977: Odgłosy
- 1980: Inferno
- 1982: Ciemności
- 1985: Phenomena
- 1987: Opera
- 1990: Oczy Szatana
- 1993: Uraz
- 1996: Syndrom Stendhala
- 1998: Upiór w operze
- 2001: Bezsenność
- 2004: Krwawy gracz
- 2005: Czy lubisz Hitchcocka?
- 2005: Mistrzowie horroru (serial TV, odcinek Jenifer)
- 2006: Mistrzowie horroru (serial TV, odcinek Futerka)
- 2007: Matka łez
- 2009: Giallo
- 2012: Dracula 3D
- 2022: Czarne okulary